# Цуцхвати
Цуцхвати (груз. ცუცხვათი) — село в Грузии, на территории Ткибульского муниципалитета края (мхаре) Имеретия.

## География
Село находится в западной части Грузии, к западу от Ткибульского водохранилища, на расстоянии 9 километров (по прямой) к юго-западу от города Ткибули, административного центра муниципалитета. Абсолютная высота — 466 метров над уровнем моря.

## Население
По результатам официальной переписи населения 2014 года, в Цуцхвати проживал 671 человек (332 мужчины и 339 женщин). В национальной структуре населения грузины составляли 99,9 %, осетины — 0,1 %.
| Год  | Население, человек |
| ---- | ------------------ |
| 2002 | 1171               |
| 2014 | ↘ 671              |